# Хохштат на Мајни
Хохштат на Мајни (њем. Hochstadt am Main) општина је у њемачкој савезној држави Баварска. Једно је од 11 општинских средишта округа Лихтенфелс. Према процјени из 2010. у општини је живјело 1.696 становника. Посједује регионалну шифру (AGS) 9478127.

## Географски и демографски подаци
Хохштат на Мајни се налази у савезној држави Баварска у округу Лихтенфелс. Општина се налази на надморској висини од 281 метра. Површина општине износи 13,8 km². У самом мјесту је, према процјени из 2010. године, живјело 1.696 становника. Просјечна густина становништва износи 123 становника/km².